# 反坦克炮

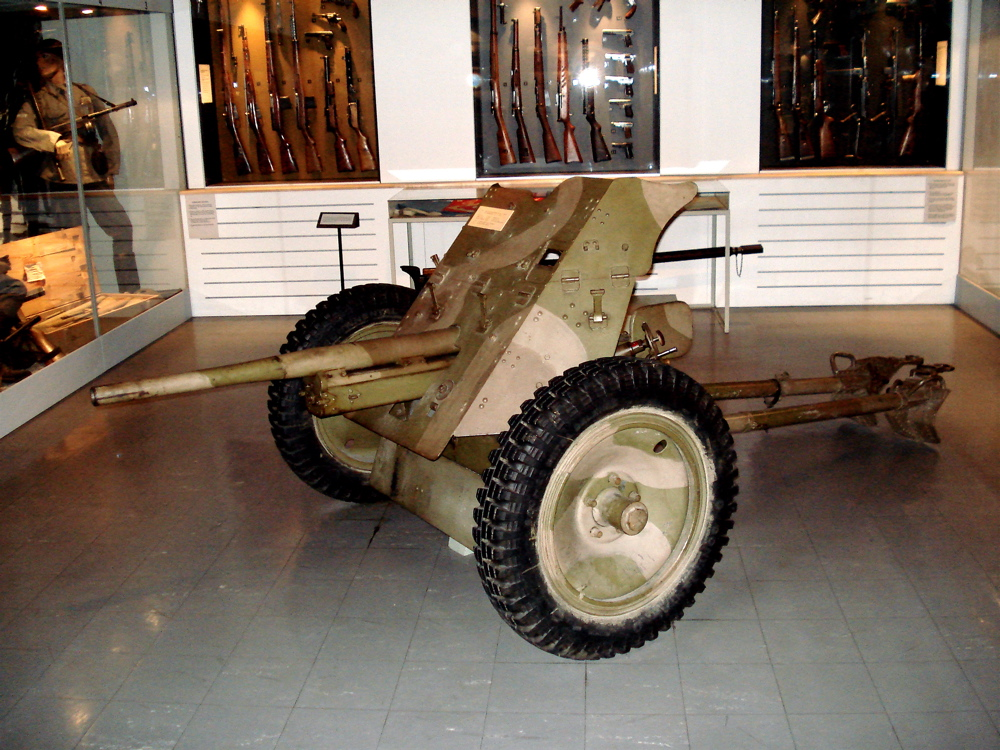
德國在二次世界大戰初期使用的Pak36 37毫米戰防炮

反坦克炮，又称戰車防禦砲（簡稱戰防砲，即“反擊戰車炮”），是指主要用于射击、摧毁坦克或其他装甲目标的火炮。

## 名稱
反戰車砲，英文作。德文則稱為，一般簡寫為Pak或PaK。日文和韓文皆稱其爲「對戰車砲」（日语：〔〕、：／）。

## 歷史
最早的反坦克炮出现在第一次世界大战，当时各国军队都没有专门的反坦克炮，多用步兵野炮临时充当反坦克炮对坦克射击。
战后欧洲各国在开始起步时的口径都是20mm。瑞士索罗通(Solothurn)公司的蘇羅通ST-5機炮，厄利空(Oerlikon)公司的厄利孔20毫米机炮，丹麦的麦德森20毫米机关炮、意大利的布雷達M35機炮，荷兰的哈依哈(HAIHA)公司和法国的贝克尔(Becker)公司，也都是这种口径的火炮，且都是自动机关炮，穿甲能力15.24-25.4mm。
进入三十年代，各国推出了37毫米反坦克炮。如英国阿姆斯特朗(Armstrong)公司，瑞典博福斯(Bofors)公司、苏联1930年型(1-K)37毫米战防炮、法国的皮托(Puteaux)公司、捷克斯洛伐克的斯科达(Skoda)公司，美国的M2E1式(法国“皮托”火炮的一种变型)，日本的M1922式火炮。
随即，欧洲各国发展了45毫米、47毫米反坦克炮。如苏联1932年型45毫米(19-K)反坦克炮，英国的比尔德莫(Beardmore)公司和威克斯(Vickers)公司、瑞典的博福斯公司、荷兰的的哈依啥公司和波兰的波契斯克(Poczisk)公司，意大利百禄47毫米反坦克炮。 
二戰中期開始，反坦克炮從只有拖曳式演變為拖曳與自走兩類，後者伴隨坦克運動，以相近的運動力在戰場上摧毀敵人的裝甲車輛。前者的例子是納粹德國的PAK38型50毫米口径戰防砲與PAK40型75毫米口径戰防砲。後者的例子則有納粹德國的貂鼠式自行反坦克炮，蘇聯的SU-85、SU-100等型號，美国的M-10、M-18、M-36等。
另外，Flak 18/36型火砲（即著名的88战防炮）雖然時常被德國陸軍用以進行反戰車任務，但它並非戰防砲，而是一种高射砲。在其基础上，德国莱茵金属公司设计了PAK43型反坦克炮，其发展型KWK43型作为主炮安装在著名的虎王坦克上。
在二战後，反坦克炮的發展分為兩方面。過去小口徑的反坦克炮與反坦克槍由無後座力的武器取代，這些武器包含火箭筒、火箭推進榴彈以及無後座力炮。中大口徑反坦克炮由反坦克飛彈所取代，這些飛彈可由步兵攜帶或者是安裝在車輛上操作，但仍有極少數的反坦克炮現今仍服役著，如蘇聯/俄羅斯的2A45反坦克炮。
但因為可以發射唯一可較易貫穿間隙裝甲和反應裝甲的尾翼穩定脫殼穿甲彈，所以對於新一代的坦克攻擊效果最佳，但又因其笨重故最後變成由坦克來搭載，即演變成為坦克炮，並把坦克視為最佳的反坦克武器。

## 特性
反坦克砲也是加農砲的一個分支，特點在於砲口初速高，砲身較為低矮以降低被發現的機會，在第二次世界大戰爆發前，許多國家都有設計與生產專門的反坦克砲給步兵單位使用，各國戰防砲幾乎全數採用37公厘口徑。隨著坦克的裝甲厚度逐漸增加，反坦克砲的口徑也水漲船高，射擊的彈藥種類也從單純的穿甲彈演變出成型裝藥與脫殼穿甲彈等設計。
为了提高炮弹初速，增大膛压，追求更高的穿甲能力，二战中多个参战国还设计过数款锥膛反坦克炮，又稱口徑漸減炮管。此类炮的炮管内径自炮膛至炮口呈逐渐减小的趋势，使用形似APCR（但不相同）的，带有特殊软质金属弹托和硬质弹芯的特种炮弹。击发后，炮弹在炮膛的运动过程中受到身管口径不断缩小的影响，软金属发生变形，整个炮弹逐渐变细，而硬金属弹芯逐渐突出。在这一个过程中，炮弹与炮膛紧密贴合，能够获得极大膛压和初速。不过，由于錐膛炮的寿命较短（身管磨损严重），火炮和弹药造价高昂而未能广泛应用。这应该属于反坦克炮追求穿甲能力的极端例子。